# Боловен
Плато Боловен (фр. Bolaven) — плоскогір'я в південному Лаосі, провінція Тямпасак (Чампасак). Знаходиться на висоті від 800 до 1200 метрів. Протягом року температура повітря на плато нижча за інші регіони країни, що створює сприятливий клімат для сільського господарства. Національний заповідник, вражаючі водоспади, густі джунглі, екзотичні племена та кавові плантації роблять регіон привабливим для туристів.

## Назва
Слово «болавен» походить від народності лавен, що проживає на цій території.

## Географія
Боловен утворився на місці вулкану, що згас мільйони років тому.

## Клімат
Сухий сезон триває з жовтня по квітень. Денна температура коливається в межах 20-28 °C. У сухий сезон температура вночі тримається на рівні 18 °C, а інколи падає до 8 °C. Туристам, що відвідують плато, радять мати теплий одяг.

## Флора та фауна
Територія плато належить до заповідника Донг Нуа Сао. У вічнозелених лісах живуть примати макаки та Nomascus gabriellae (номаскус бурощокий). З птахів зустрічаються Macronus kelleyi, птахи-носороги.

## Історія
До указу короля Чулалонгкорна про скасування рабства на території плато процвітала работоргівля. Місцеві племена захоплювали в полон людей і продавали їх в Сіам та Камбоджу.
Територія плато була окупована французами у 1893 році. Вони запровадили нові сільськогосподарські культури (кардамон, кава, каучукове дерево), що дало поштовх розвитку економіки гірського регіону.
У 1901 році серед місцевих племен (алаки, лавени) спалахнуло повстання проти французів («Повстання святої людини»), після того як чаклун з племені алак Онг Кео проголосив пророцтво про кінець світу. Навколо нього почали гуртуватися повстанці. Онг Кео був вбитий французами під час мирних переговорів у 1910 році. Повстання повністю було придушено лише 1936 року, коли був убитий останній ватажок.
Дорога Паксонг — Аттапи була частиною Стежки Хошиміна під час В'єтнамської війни. Американська авіація проводила масовані бомбардування Боловен. Бомби скидали щоб звільнити літак від вантажу при поверненні на авіабазу в Убонратчатхані та інші американські військові бази у Таїланді. Частина снарядів ще досі лежить у землі Лаосу, не вибухнувши.

## Сільське господарство
Завдяки вдалим кліматичним умовам на території плато вирощують каву, банани, спеції та каучук.

## Туризм
Плато Боловен має популярний туристичний маршрут, що включає у себе відвідування кавових плантацій, селище гірського племені та великої кількості видовищних водоспадів: Тад Ло, Тад Янг, Тад Таксеуа та подвійний Тад Фане (120 м). На маршруті розташовані численні ресторани, кав'ярні, гестхаузи та хостели.
Туристи прибувають групами, або індивідуально з Паксе, де можна орендувати мотоцикл для кількаденної подорожі.

## Галерея

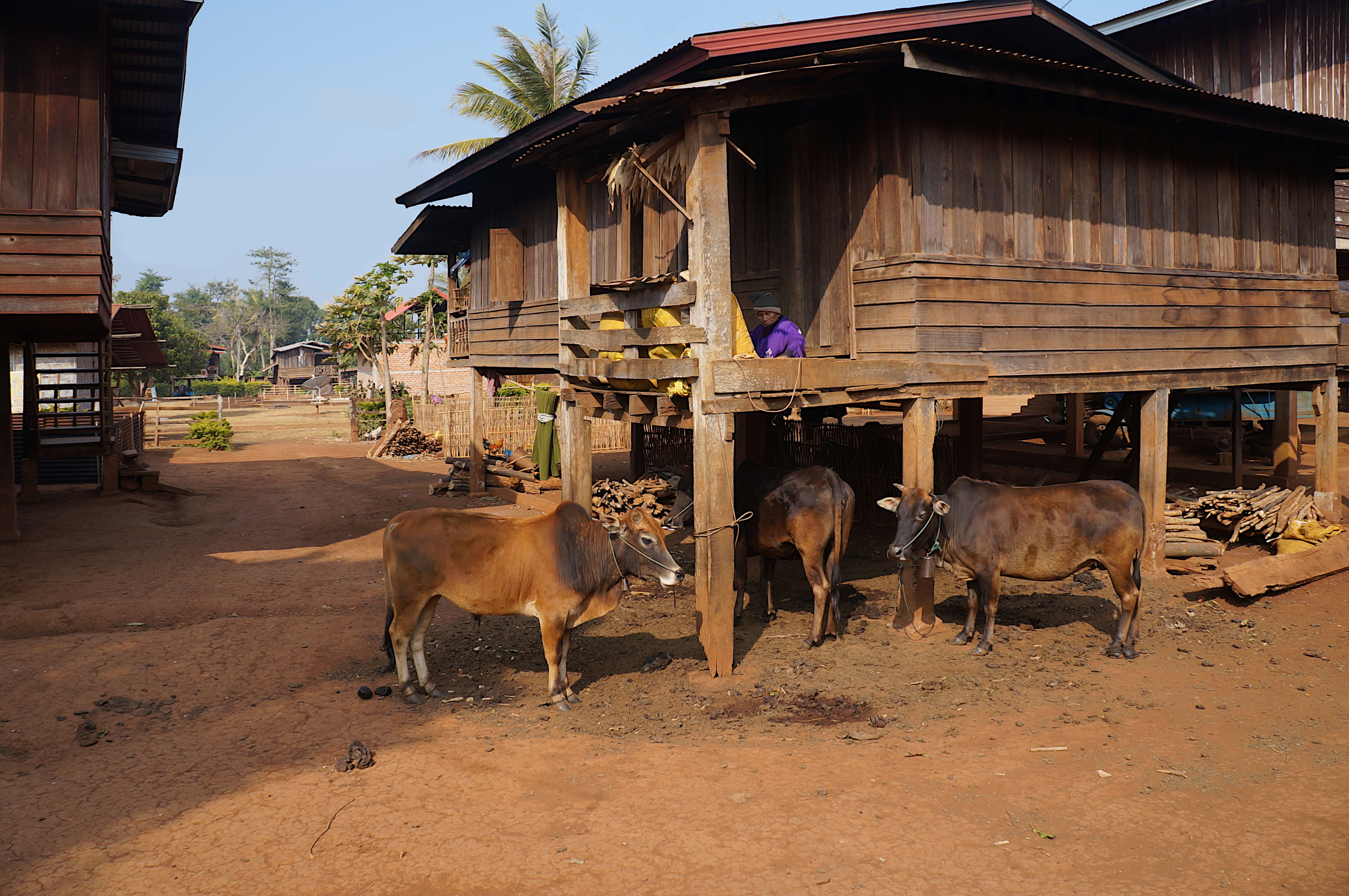
Помешкання етнічних меншин
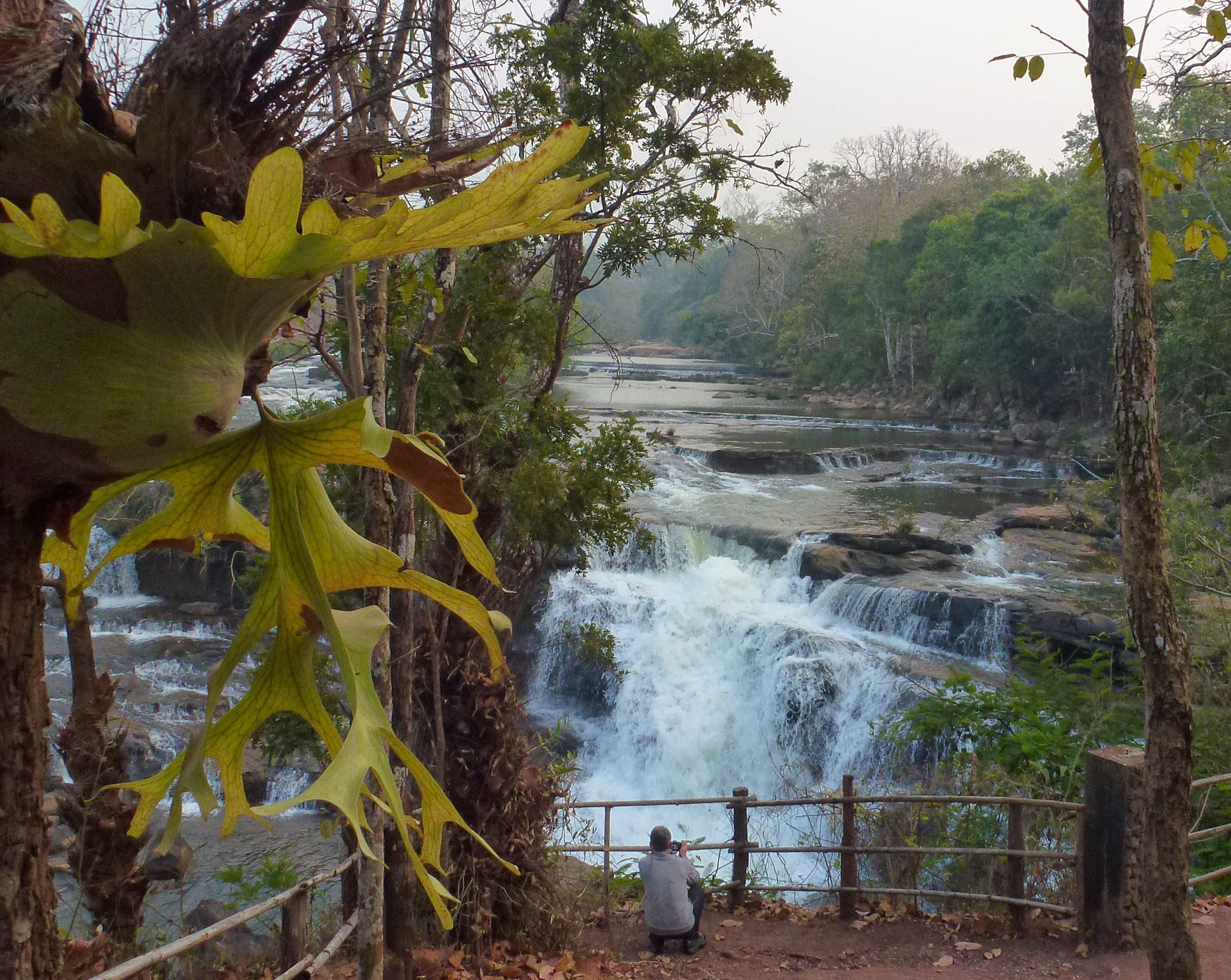
Водоспад Тад-Ло
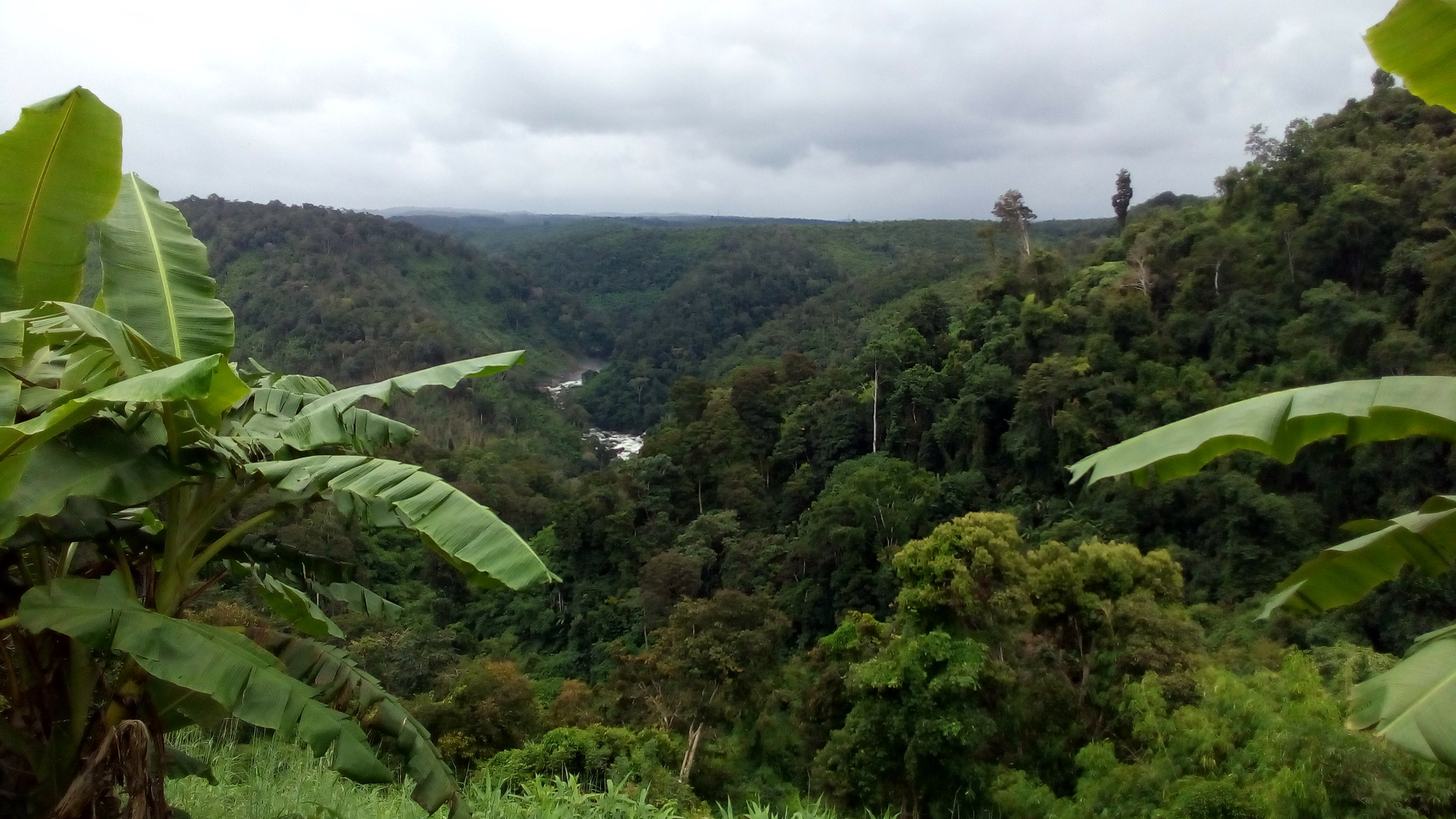
Вид на джунглі біля Тад-Таксеуа
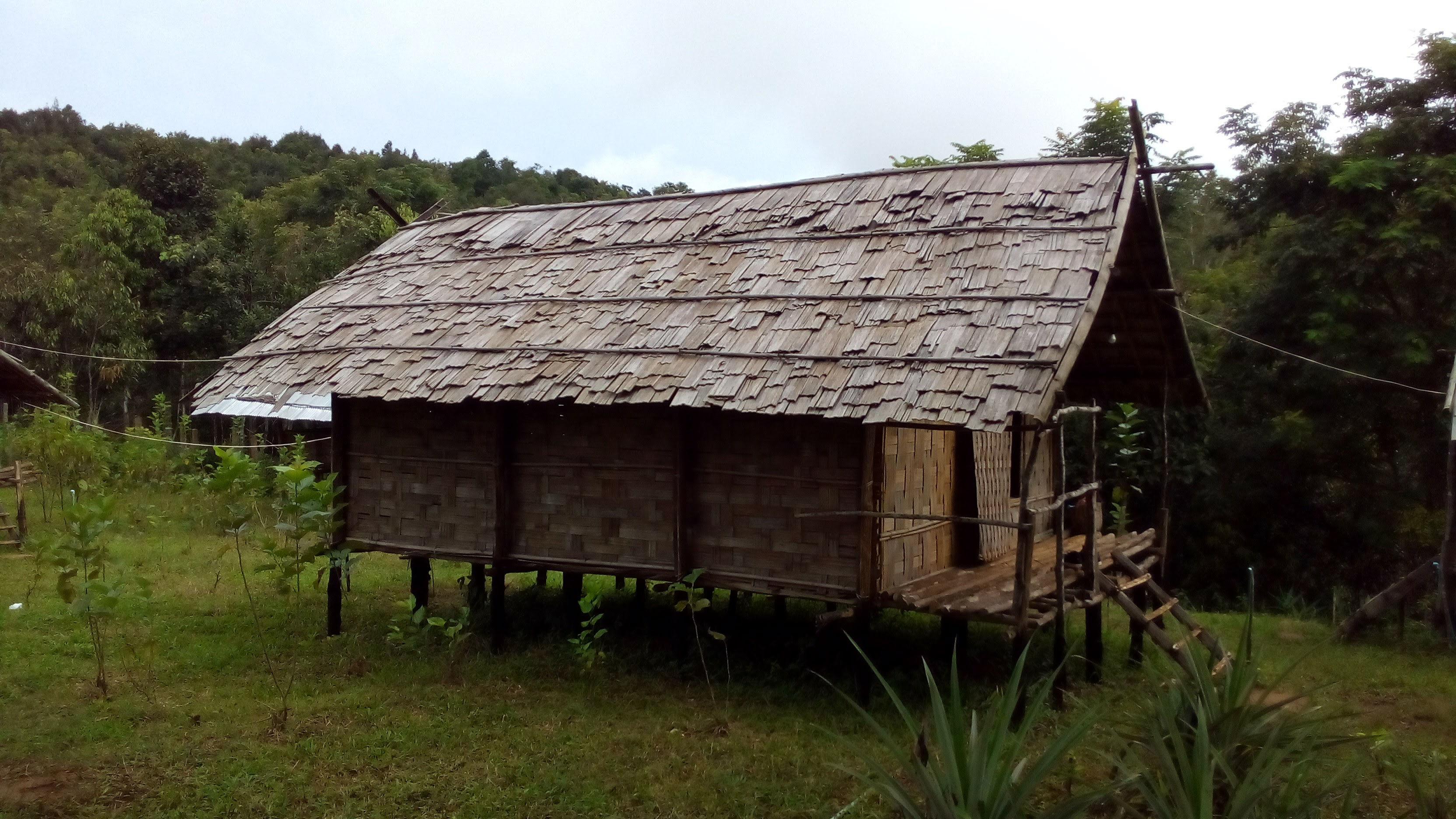
Бунгало в гестхаузі біля Тад-Таксеуа
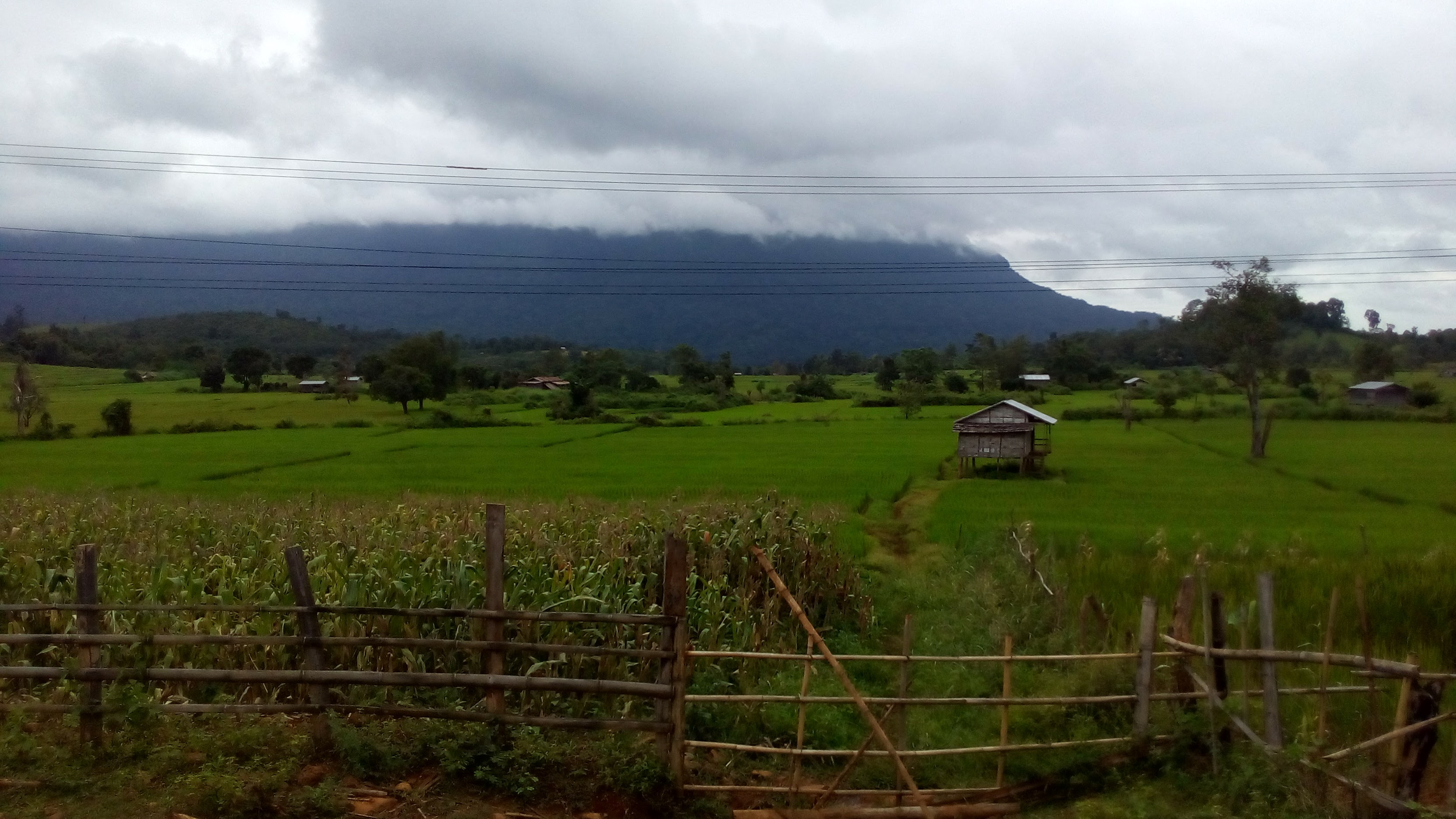
Гори на плато
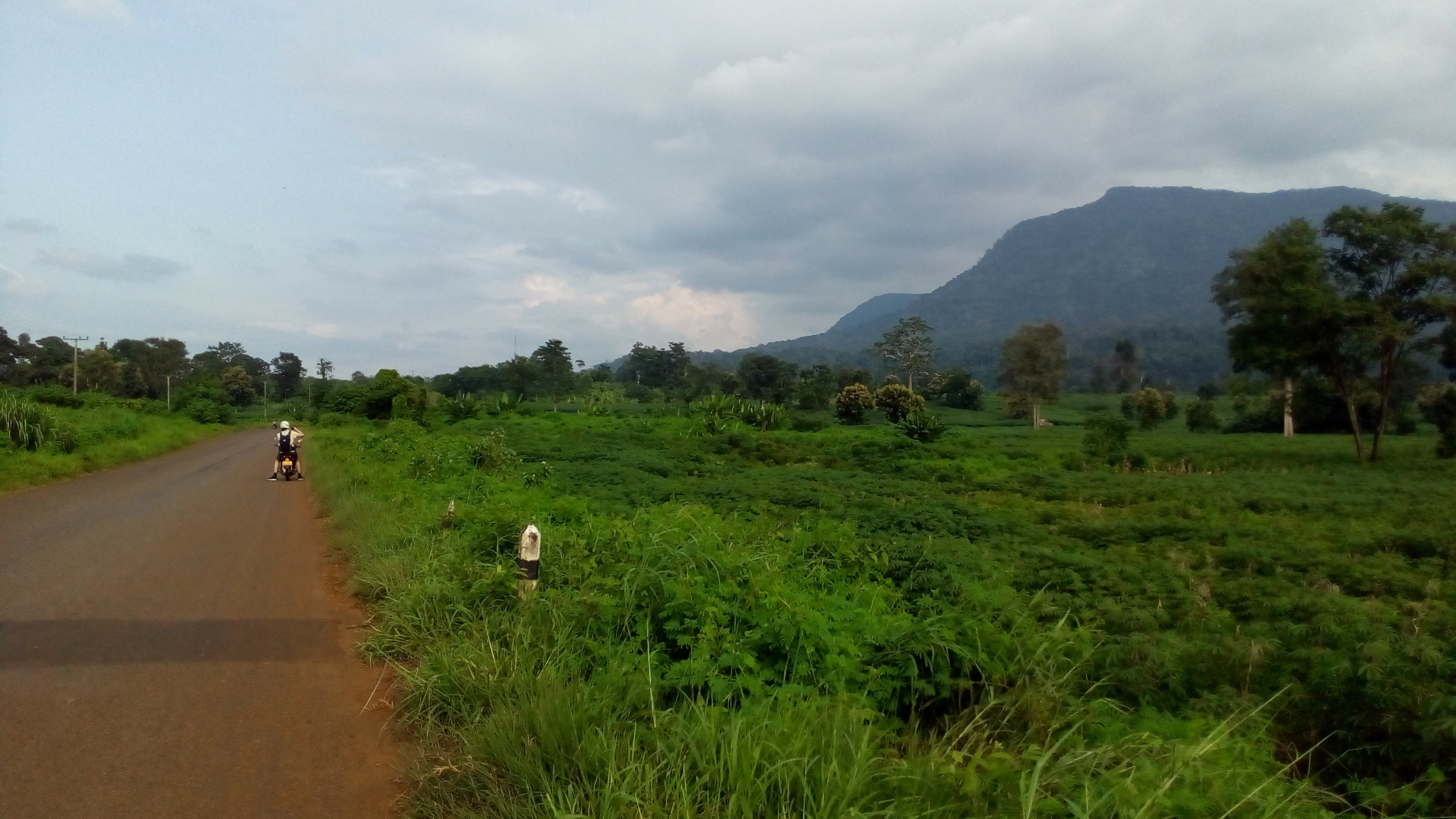
Дорога на плато